# Antechinus leo
Antechinus leo е вид бозайник от семейство Торбести мишки (Dasyuridae).

## Разпространение
Видът е разпространен в Австралия (Куинсланд).